# Дозовка (приток Весляны)
Дозовка — река в России, протекает по Гайнскому району Пермского края. Устье реки находится в 47 км по левому берегу реки Весляны. Длина реки составляет 55 км, площадь водосборного бассейна — 449 км². До впадения Левой Дозовки также называется Правой Дозовкой.
Исток реки в лесу в 26 км к северу от посёлка Серебрянка (центр Серебрянского сельского поселения). Река течёт на юго-восток и юг по ненаселённому, частично заболоченному лесному массиву. Протекает нежилой посёлок Дозовка. Впадает в Весляну у нежилой деревни Давыдово выше посёлка Оныл (Серебрянское сельское поселение) в 44 км к северо-западу от посёлка Гайны.

## Притоки
(указано расстояние от устья)
- 38 км: река Левая Дозовка (лв)
- река Ыджыдшор (лв)
- 27 км: река (ручей) Цыбин (лв)
- река Тумчиль (лв)
- река Захаровка (пр)
- река Сокшор (лв)

## Данные водного реестра
По данным государственного водного реестра России относится к Камскому бассейновому округу, водохозяйственный участок реки — Кама от истока до водомерного поста у села Бондюг, речной подбассейн реки — бассейны притоков Камы до впадения Белой. Речной бассейн реки — Кама.
Код объекта в государственном водном реестре — 10010100112111100001907.